# Luftaufsicht

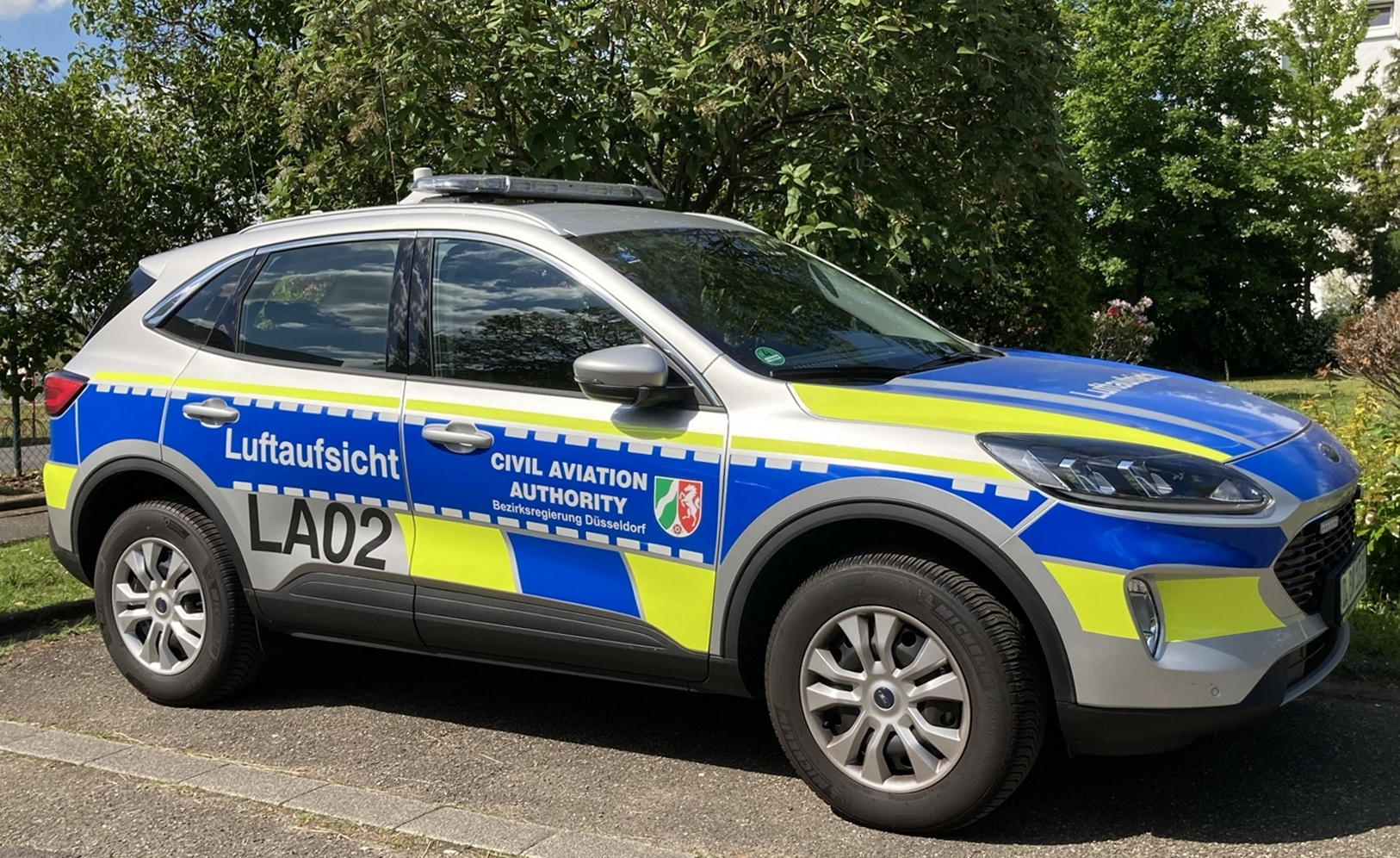
Einsatzfahrzeug der Luftaufsicht NRW

Luftaufsicht ist in Deutschland die Bezeichnung für die unmittelbare behördliche Überwachung des Luftverkehrs. Sie wird in § 29 Luftverkehrsgesetz definiert. Die Luftaufsicht wird in Deutschland grundsätzlich von den Bundesländern ausgeübt. Sie ist jeweils dem Verkehrsministerium zugeordnet, kann aber auch von Mittelbehörden wie z. B. Bezirksregierungen als Landesluftfahrtbehörde wahrgenommen werden. Die Landesbehörde kann auch Dritte mit der Ausübung der Luftaufsicht betrauen. Die Luftaufsicht darf nicht mit der Flugsicherung oder dem Flugleiter verwechselt werden.

## Geschichte
Bis zum Ende der Weimarer Republik gab es keine Luftaufsicht als eigenständige Behörde. Auf größeren Flughäfen gab es eine Polizeiflugwache, zuständig für die Einhaltung der Gesetze und Regelungen. Die uniformierten Polizeivollzugsbeamten waren für den luftpolizeilichen Überwachungsdienst auf dem Flughafengelände verantwortlich. Ausbildung, Gliederung und Unterstellung der Luftpolizei war in den Ländern der Weimarer Republik unterschiedlich geregelt. Im Freistaat Preußen war sie ein eigener Ausbildungsgang innerhalb der Schutzpolizei, der um luftfahrspezifische Fächer erweitert wurde. Sie war dem Regierungspräsidenten als Mittelbehörde für Luftfahrtangelegenheiten unterstellt. Kleinere Flugplätze waren der Luftpolizei der größeren Flughäfen zugeordnet, ohne dass dort ständig Personal vor Ort war.
Zur Aufgabe der Luftpolizei gehörte:
- Kontrolle der Bordpapiere
- Passkontrolle
- Technische Kontrolle der Luftfahrzeuge
- Flugunfallermittlungen
- Startregelungen und Startverbote

Nach der Machtergreifung der Nationalsozialisten wurde die zivile Luftverkehrsverwaltung nach Aufbau des Reichsluftfahrtministeriums neu geregelt. Dem Ministerium unterstellte Luftämter wurden geschaffen und diesen wurden, neben dem Flugwetterdienst und Flugfunkdienst, luftpolizeiliche Aufgaben als Luftaufsicht zugewiesen. Die Luftaufsicht war dabei in Flughafenleitungen für Verkehrsflugplätze und Luftaufsichtswachen an kleineren Landplätzen aufgeteilt. Das Personal für die Luftaufsicht wurde von den Luftämtern bestellt und wurde meist von der Luftpolizei übernommen. Ab 1934 wurde eine an den Deutschen Luftsportverband angelehnte blaugraue Uniform getragen, ab 1935 die der Luftwaffe mit einem Ringkragen mit der Aufschrift Reichs-Luftaufsicht. Mit der Verordnung von 1936 brauchten nun Flugzeuge vor Verlassen auch kleinster Flugplätze eine einzelne Genehmigung der Luftaufsicht, die vorher schriftlich zu beantragen war. Auf großen Flughäfen konnte ein Flugplan den Antrag ersetzen. Die Anwesenheit der Luftaufsicht bei Flugbetrieb wurde verpflichtend. Die Anwesenheits- und Genehmigungspflicht der Luftaufsicht, die Pflichtdokumentation im Hauptflugbuch und der Flugplatzzwang, also des Verbots, außerhalb von Flugplätzen zu starten und zu landen, sollte eine lückenlose Überwachung auch kleinster Flugplätze sicherstellen, um eine Reichsflucht mit dem Flugzeug, insbesondere jüdischer Bürger unter Umgehung der Reichsfluchtsteuer, zu verhindern. Mit dem Luftaufsichtsgesetz und der nachfolgenden Durchführungsverordnung von 1939 wurden die Befugnisse der Luftaufsicht weiter ausgeweitet. Sie durfte nun eigene Verordnungen erlassen und diese Verordnungen und Anweisungen mit unmittelbaren Zwang oder Waffengewalt durchsetzen.
In der Bundesrepublik Deutschland wurde nach Wiedererlangung der Lufthoheit die Institution der Luftaufsicht übernommen. Sie wurde nun aber den einzelnen Ländern zugeordnet. Die Anwesenheitspflicht von Aufsichtspersonal auch auf kleinen Landeplätzen, Hauptflugbuch und Flugplatzzwang blieben aber grundsätzlich bestehen. Auf Flughäfen wurde die Flughafenleitung in Luftaufsichtsstelle umbenannt oder es wurde ein Beauftragter für Luftaufsicht bestellt. Aus der Luftaufsichtswache wurde der Flugleiter. Die Rechte des Flugleiters als Aufsichtspersonal wurde aber von einer hoheitlichen Tätigkeit auf die Durchsetzung des Hausrechtes des Flugplatzbetreibers beschränkt und sind damit kein Teil der staatlichen Luftaufsicht mehr.

## Aufgabe und Organisation

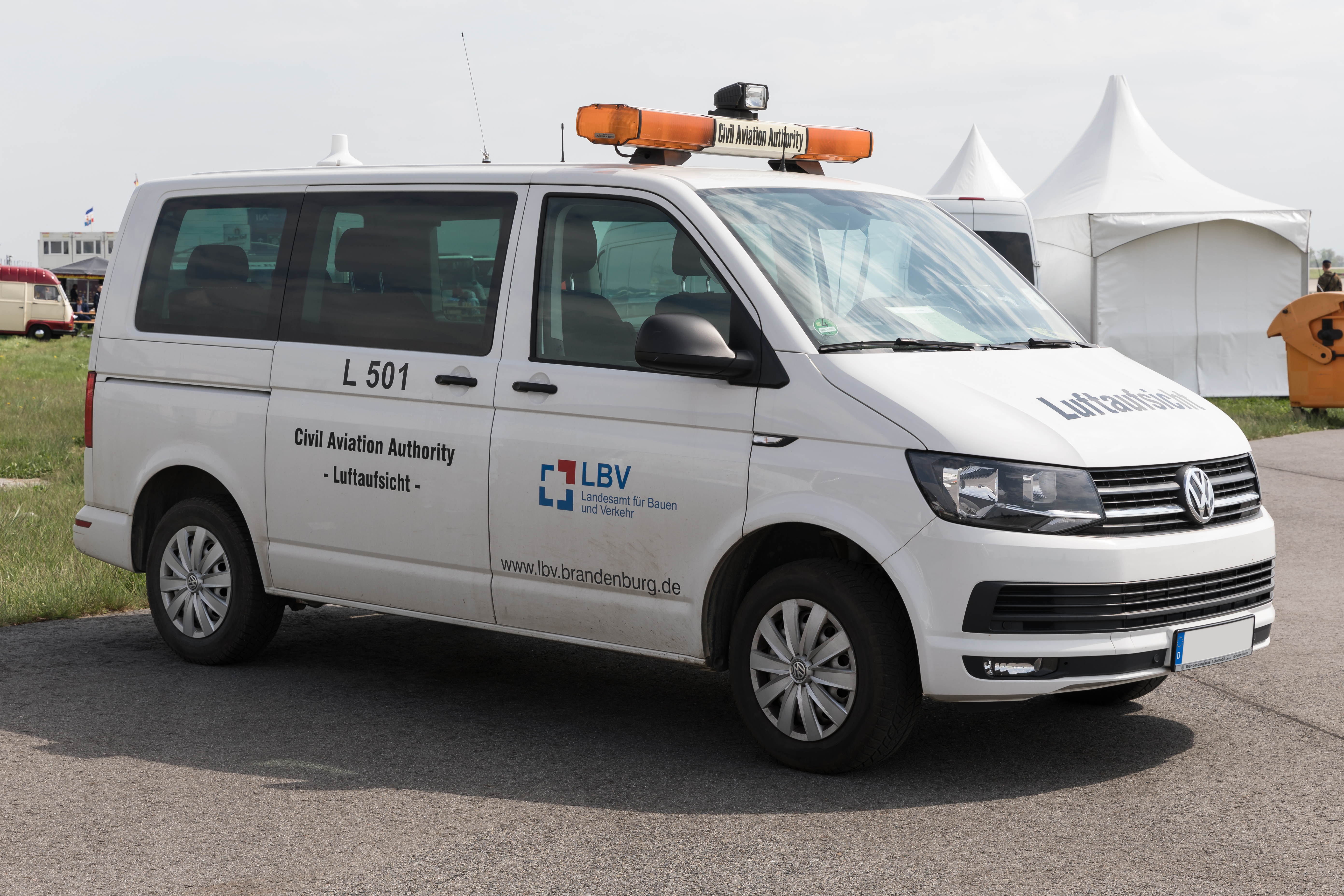
Einsatzfahrzeug der Brandenburgischen und Berliner Luftaufsicht

Die Luftaufsicht hat die Einhaltung der luftrechtlichen Vorschriften zu überwachen. Sie ist zuständig für die Abwehr von Gefahren im Luftverkehr sowie Gefahren durch den Luftverkehr für die öffentliche Sicherheit und Ordnung. Die Luftaufsichtsbehörden sind damit, je nach Bundesland, eine sonderpolizeiliche Organisation oder eine Organisation der Gefahrenabwehr.
Obwohl grundsätzlich die Bundesländer für die Luftaufsicht verantwortlich sind, hat der Bund einige Aufgaben behalten. Es wird zwischen der allgemeinen Luftaufsicht durch die Länder und der besonderen Luftaufsicht durch Bundesbehörden unterschieden. Die allgemeine Luftaufsicht dient der Gefahrenabwehr auf Flughäfen soweit sie sich nicht auf die Verkehrsabwicklung bezieht, besondere Luftaufsicht ist z. B. die Überprüfung der Lufttüchtigkeit durch das Luftfahrt-Bundesamt oder die Verkehrslenkung an Verkehrsflughäfen. Die zuständige Bundesoberbehörde greift aber oft auf die Hilfe der örtlichen Luftaufsicht des Bundeslandes im Rahmen einer Amtshilfe zurück, da es an eigenen Ressourcen fehlt.
Zur Erfüllung ihrer Aufgaben führt die Luftaufsicht Kontrollen an Luftfahrzeugen und deren Besatzungen durch. Ebenso überwacht sie Flugplätze auf Einhaltung der Bedingungen der Betriebsgenehmigung und führt entsprechende Kontrollen durch. Sie kann Verfügungen, Beschränkungen und Verbote aussprechen, verfügt also über Hoheitliche Befugnisse.
Die Luftaufsicht gliedert sich in den meisten Bundesländern über in eine örtliche und überörtliche Luftaufsicht. Die örtliche Luftaufsicht, auch Luftaufsichtsstelle genannt, ist fest einen Flughafen zugeordnet. Ihre Aufgaben sind:
- Aufsicht über die Sicherungspflicht des Flugplatzhalters
- Überprüfung von Luftfahrzeugen einschließlich Zulassung
- Überprüfung der Flugvorbereitung verantwortlicher Luftfahrzeugführer sowie die erforderlichen Zeugnisse und Lizenzen
- Information und Beratung von Luftfahrzeugführern
- Weisungen an Piloten und andere Teilnehmer am Luftverkehr zur Abwicklung des Flugbetriebs und bei drohender Gefahr

Kleinere Luftaufsichtstellen können auch nur mit nicht hauptamtlichen Beauftragter für Luftaufsicht besetzt werden.
Die überörtliche Luftaufsicht überprüft alle Flughäfen und Flugplätze, auf denen sich keine Luftaufsichtstelle befindet. Dies innerhalb der geographischen Zuständigkeit der Luftfahrtbehörde.

## Personal
Die Luftaufsicht kann von Beauftragten für Luftaufsicht oder Sachbearbeitern für Luftaufsicht ausgeübt werden. Beauftragte für Luftaufsicht sind z. B. Verkehrsleiter an Flughäfen, Flugleiter o. Ä., während Sachbearbeiter für Luftaufsicht Beamte oder Beschäftigte des Landes sind. Üblicherweise sind Personen, die für die Luftaufsicht tätig sind, fliegerisch ausgebildet und verfügen über eine Pilotenlizenz sowie ein Sprechfunkzeugnis.

### Sachbearbeiter für Luftaufsicht
Sachbearbeiter üben ihre Tätigkeit Hauptberuflich als Beamter oder Angestellter der Luftfahrtbehörde aus. Sie sind damit Beschäftigte im öffentlichen Dienst und in den örtlichen oder überörtlichen Luftaufsicht eingesetzt.

### Beauftragter für Luftaufsicht
An Flughäfen ohne Luftaufsichtsstelle sind oft ein oder mehrere Angestellte des Flugplatzbetreibers, z. B. der Verkehrsleiter, gleichzeitig Beauftragte für Luftaufsicht (BfL oder BfLa) und damit Vertreter der Landesluftfahrtbehörde vor Ort. Oft sind dies in Personalunion die vom Flugplatzbetreiber bestellten Flugleiter. Als Vertreter der Landesluftfahrtbehörde üben sie, im Gegensatz zum Flugleiter, eine hoheitliche Tätigkeit aus, während die Rechte des Flugleiters auf die Durchsetzung des Hausrechts beschränkt sind. Der Beauftragte für Luftaufsicht wird als Hilfsorgan der Luftaufsicht von der zuständigen Luftfahrtbehörde bestellt und unterliegt der direkten Weisungsbefugnis der Behörde. Sie haben dieselben hoheitlichen Befugnisse und Verpflichtungen wie die Bediensteten der Luftfahrtbehörde. Bei ihrer Aufgabe als Beauftragter der Luftaufsicht sind sie unabhängig von der Weisungsbefugnis des Flugplatzbetreiber, auch wenn sie in einem Beschäftigungsverhältnis zum Flugplatzbetreiber stehen.